# Alanya
Alanya, nekdanja Alaiye, je sredozemsko letoviško mesto v turški provinci Antalya na južni obali Anatolije. Leta 2010 je imela 98.627 prebivalcev. Cela regija meri 1.599 km² in ima 248.286 prebivalcev.
Alanya je bila zaradi naravnega strateškega položaja na majhnem polotoku v Sredozemskem morju pod gorovjem Taurus trdnjava več sredozemskih imperijev, vključno s Ptolemajskim,  Rimskim, Bizantinskim, Selevkidskim in Osmanskim. Največji politični pomen je imela v srednjem veku v selevkidskem Sultanatu Rum med vladavino Alaedina Kejkubada I..  Iz tega obdobja je več pomembnih zgradb, med njimi Kızıl Kule (Rdeči stolp), Tersane (ladjedelnica) in grad Alanya.
Mesto in okolica sta zaradi sredozemskega podnebja, naravnih znamenitosti in zgodovinske dediščine priljubljeno turistično središče, ki gosti 9 % vseh turških in 30 % vseh tujih turistov. Turizem, ki se je začel razvijati leta 1958, je zdaj glavna gospodarska panoga in glavni vzrok naraščanja števila prebivalcev. 

## Imena
Alanya je večkrat zamenjala svoje oblastnike, kar se odraža tudi v njenem imenu. V grških in rimskih časih se je imenovala Korakesion oziroma Coracesium. Ime izhaja iz luvijskega Korakassa, kar pomeni konica ali štrleče mesto. To ime še vedno uporablja Rimskokatoliška cerkev za svoj naslovni sedež. V Bizantinskem cesarstvu je bila znana kot  Kalonoros ali Kalon Oros, kar v grščini pomeni čudovite/mogočne gore. Seldžuki so jo  preimenovali v Alaiye (علائیه), izpeljanko iz imena sultana Alaedina Kejkubada I.. V 13. in 14. stoletju so italijanski trgovci mesto imenovali Candelore ali Cardelloro. Mustafa Kemal Atatürk je na svojem obisku leta 1935 ime mesta prečrkoval v turško latinico kot Alanya.  Črki »i« in »e«  v imenu Alaiye je spremenil  domnevno zaradi napačno prebranega telegrama.

## Zgodovina
Najdbe v bližnji podzemni jami Karain dokazujejo, da je bila Alanya naseljena že v kameni dobi pred 20.000 leti. Arheološka izkopavanja kažejo, da je bilo v Sujedri južno od Alanye pristanišče že v bronasti dobi okoli leta 3000 pr. n. št.. V okolici mesta so našli tablice iz leta 625 pr. n. št., pisane v feničanskem jeziku. Mesto je prvič eksplicitno omenjeno v grškem geografskem rokopisu iz 4. stoletja pr. n. št..  Grajski grič  je bil verjetno naseljen že v Hetitskem in Ahemenidskem cesarstvu. V helenističnem obdobju po prihodu Aleksandra Velikega je bil dodatno utrjen. Po Aleksandrovi smrti lete 323 pr. n. št. je  Alanya pripadla Aleksandrovemu generalu Ptolemeju I. Sotru. Njegova dinastija je slabo obvladovala regijo s pretežno izavrijskim prebivalstvom in alanjsko pristanišče je postalo priljubljeno zatočišče sredozemskih piratov. Leta 199 pr. n. št. se je uspešno uprla Antiohu III. iz bližnjega Selevkidskega cesarstva in bila lojalna piratu Diodotu Trifonu, ki si je leta 142 do 138 pr. n. št. prilastil selevkidsko krono. Gradnjo pristanišča in gradu, ki se je začela pod Diodotom, je dokončal njegov rival Antioh VII. Sidet.
Rimska republika se je s kilikijskimi pirati spopadla leta 102 pr. n. št., ko je Mark Antonij Orator ustanovil prokonzulat v bližnjih Sidah, in leta 78 pr. n. št. pod poveljstvom Servilija Vacija, ki je sklenil podjarmiti izavrijska plemena. Obdobje piratstva se je dokončno končalo,  ko  je Pompej Veliki po bitki v mestnem pristanišču  leta 67 pr. n. št.   mesto vključil v rimsko provinco Pamfilijo. Izavrijsko razbojništvo se je rimskem obdobju ohranilo. Izavrijska plemena so se v 4. in 5. stoletju n. št. večkrat uprla rimski nadoblasti. Največji upor je trajal od leta 404 do 408.
S širjenjem krščanstva je Antalya (Coracesium) postala sedež škofije. Prvega konstantinopelskega cerkvenega zbora leta 381 se je udeležil škof Teodul, zbora v Efezu leta 431 Matidijan,  zbora v Kalcedonu leta 451 Obrim in Tretjega konstantinopelskega zbora leta 680 škof Nikifor (Niketas).  Coracesium je bil sufragan metropolije Side v upravnem središču rimske province Pamfilije Prime. V Notitiae Episcopatuum je omenjana vse do poznega 12. ali 13. stoletja. Coracesium zdaj ni več rezidenčni ampak naslovni sedež katoliške škofije.
Arabski vojni pohodi in širjenje islama v 7. stoletju je sprožilo gradnjo novih utrdb. Po porazu Bizantincev v bitki s Seldžuki pri Manzikertu leta 1071 so regijo zasedla seldžuška plemena, dokler je ni leta 1120 osvojil Ivan II. Komnen.
Po četrti križarski vojni in padcu Konstantinopla je pristanišče občasno zasedlo krščansko Kilikijsko kraljestvo. Do leta 1221 je v mestu vladal armenski plemič Kir Fard, potem pa je mesto zasedel anatolski seldžuški sultan Kejkubad I.. Za guvernerja je imenoval prejšnjega vladarja, se poročil z njegovo hčerko in mesto podredil upravi v Akşehirju. Seldžuško obdobje je bilo za mesto zlata doba. Alanya je postala zimska prestolnica cesarstva. Zgradila se je nova citadela, mestno obzidje, arzenal in Kızıl Kule (Rdeči stolp). Postala je zelo pomembno pristanišče za trgovanje z zahodnim Sredozemljem,  zlasti med ajubidskim Egiptom in italskimi mestnimi državami. Kejkubad I. je zgradil tudi številne vrtove in paviljone izven mestnega obzidja.  Veliko tega se je ohranilo.  Gradnjo, ki se je financirala iz državne blagajne in z denarjem lokalnih emirjev, je vodil Abu Ali al-Katani al-Halabi.  Kejkubadov sin Kejhusrev II. je leta 1240 zgradil še novo cisterno za vodo. 
V bitki pri Kose Dagu leta 1242 so mongolske horde  zlomile oblast Seldžukov v Anatoliji in Alanya je postala cilj napadov anatolskih bejlikov.  Leta 1371 so Luzinjani s Cipra za nekaj časa strmoglavili vladajočo Hamidsko dinastijo. Leta 1421 so Karamanidi prodali mesto Mameluškemu sultanatu v Egiptu za 5.000 zlatnikov. Mameluki so ga obdržali do leta 1471, ko ga je Gedlik Ahmed Paša priključil k Osmanskemu cesarstvu. Mesto je postalo upravno središče lokalnega sandžaka v Içelskem vilajetu. Po letu 1477 je postalo glavno pristanišče za trgovanje z lesom, ki so ga opravljali predvsem Benečani, vendar pod državnim nadzorom. 6. septembra 1608 je mesto odbilo napad Reda svetega Štefana iz Beneške republike.
Odprtje trgovske poti med Evropo in Indijo okoli Afrike je zelo negativno vplivalo na gospodarstvo v vzhodnem Sredozemlju, zato se Alanya v poznem 16. stoletju ni več uvrstila na davčni seznam urbanih središč. Osmansko cesarstvo jo je leta  1571 priključilo k novo osvojeni provinci Ciper,  kar je še zmanjšalo gospodarski položaj njenega pristanišča. Ko je Alanyo leta 1671/1672 obiskal svetovni potnik Evliya Çelebi, ni pisal samo o ohranjanju  njenega gradu, ampak tudi o propadanju njenih predmestij. Mesto je leta 1864 pripadlo provinci Konyi, leta 1868 pa provinci Antalyi in tam ostalo do danes.  V 18. in 19. stoletju je osmansko plemstvo v mestu zgradilo veliko vil. Gradnja se je nadaljevala tudi med vladavino lokalne dinastije Karamanidov. Sredi 19. stoletja se je v Antaljski provinci spet pojavilo razbojniištvo.
Po prvi svetovni vojni je bila Alanya s St. Jean-de-Maurienneskim mirovnim sporazumom, podpisanim leta 1917, dodeljena Italiji. Po ustanovitvi Turške republike je bila z Lausannsko pogodbo  leta 1923 priključena k Turčiji. Po priključitvi je tudi Alanya doživela množično preseljevanje neturškega prebivalstva.  Osmanski popis prebivalstva leta 1893 je pokazal, da je bilo v mestu od 37.914 prebivalcev 964 Grkov.  Večina Grkov je bila preseljena v Neo Ionio pri Atenah.
Turizem  v regiji so  začeli razvijati Turki, ki so prišli tja v 1960. letih zaradi domnevno zdravilnih lastnosti podzemne jame Damlataş.  Dostop v regijo je zelo olajšala izgradnja Antalyskega letališča leta 1988. Razvoj turizma in modernizacija infrastrukture sta v 1990. letih sprožila velik val priseljevanje.

## Geografija
Anzalya leži na anatolski obalni ravnici Pamfilije med gorovjem Taurus na severu in Sredozemskim morjem na jugu.  Je del turške riviere, dolge približno 70 kilometrov. Pamfilijska ravnina je izoliran primer vzhodnosredozemskega  iglasto-sklerofitno-listnatega gozda, v katerem rastejo libanonska cedra, zimzeleno grmovje, figovci in črni bor.
Vzhodni in zahodni del mesta deli skalnat polotok. Pristanišče, mestno središče in Kejkubadova plaža so vzhodno od polotoka. Plaži Damlataş, ki je dobila ime podzemni jami, in Kleopatra, ki je dobila ime morda po egiptovski kraljici, sta zahodno od polotoka.  Glavna mestna avenija je  Atatürk Bulvarı, ki poteka vzporedno z morjem in deli južni bolj turistični od severnega bolj domorodnega dela mesta. Druga glavna ulica je Çevre Yolu Caddesi, ki je nekakšna severna obvoznica.

### Podnebje
Alanya ima tipično sredozemsko podnebje z vročimi poletji (Köppenova klimatska klasifikacija Csa). Področje subtropskega visokega zračnega tlaka zagotavlja, da večina dežja pade pozimi. Poletja so zato dolga, vroča in suha in zato zelo primerna za turizem. Gorovje Taurus v neposredni bližini morja povzroča meglo in pogoste jutranje mavrice. Povprečna letna temperatura morja je 21,4 °C, povprečna avgustovska pa  kar 28 °C.
| Podnebni podatki za Alanya                  | Podnebni podatki za Alanya | Podnebni podatki za Alanya | Podnebni podatki za Alanya | Podnebni podatki za Alanya | Podnebni podatki za Alanya | Podnebni podatki za Alanya | Podnebni podatki za Alanya | Podnebni podatki za Alanya | Podnebni podatki za Alanya | Podnebni podatki za Alanya | Podnebni podatki za Alanya | Podnebni podatki za Alanya | Podnebni podatki za Alanya |
| Mesec                                       | Jan                        | Feb                        | Mar                        | Apr                        | Maj                        | Jun                        | Jul                        | Avg                        | Sep                        | Okt                        | Nov                        | Dec                        | Letno                      |
| ------------------------------------------- | -------------------------- | -------------------------- | -------------------------- | -------------------------- | -------------------------- | -------------------------- | -------------------------- | -------------------------- | -------------------------- | -------------------------- | -------------------------- | -------------------------- | -------------------------- |
| Povprečna visoka temperatura °C             | 16.2                       | 16.3                       | 18.3                       | 21.1                       | 24.7                       | 28.7                       | 31.5                       | 32.1                       | 30.2                       | 26.5                       | 21.5                       | 17.8                       | 23.7                       |
| Povprečna dnevna temperatura °C             | 11.8                       | 11.9                       | 13.8                       | 16.9                       | 20.9                       | 25.1                       | 27.8                       | 28                         | 25.4                       | 21.2                       | 16.4                       | 13.2                       | 19.4                       |
| Povprečna nizka temperatura °C              | 8.6                        | 8.5                        | 10.1                       | 13                         | 16.7                       | 20.5                       | 23.3                       | 23.7                       | 21.2                       | 17.4                       | 13                         | 10                         | 15.5                       |
| Povprečna količina padavin mm               | 199                        | 149.4                      | 97.8                       | 70.7                       | 32.4                       | 8.5                        | 4.5                        | 2.7                        | 17.5                       | 98.5                       | 182.9                      | 231.2                      | 1.095,1                    |
| Povp. št. deževnih dni                      | 13.8                       | 11.6                       | 9.5                        | 8.5                        | 4.4                        | 1.5                        | 0.4                        | 0.5                        | 2.1                        | 6.6                        | 9.9                        | 13                         | 81.8                       |
| Povprečna relativna vlažnost (%)            | 57                         | 57                         | 61                         | 63                         | 66                         | 66                         | 64                         | 65                         | 58                         | 55                         | 59                         | 60                         | 61                         |
| Povp. št. sončnih ur                        | 130.2                      | 131.6                      | 198.4                      | 231                        | 300.7                      | 330                        | 337.9                      | 322.4                      | 279                        | 223.2                      | 168                        | 136.4                      | 2.788,8                    |
| Vir 1: Turkish State Meteorological Service |                            |                            |                            |                            |                            |                            |                            |                            |                            |                            |                            |                            |                            |
| Vir 2: Weather2                             |                            |                            |                            |                            |                            |                            |                            |                            |                            |                            |                            |                            |                            |

| Jan             | Feb             | Mar             | Apr             | Maj             | Jun             | Jul             | Avg             | Sep             | Okt             | Nov             | Dec             |
| --------------- | --------------- | --------------- | --------------- | --------------- | --------------- | --------------- | --------------- | --------------- | --------------- | --------------- | --------------- |
| 178 °C (352 °F) | 169 °C (336 °F) | 173 °C (343 °F) | 179 °C (354 °F) | 212 °C (414 °F) | 253 °C (487 °F) | 279 °C (534 °F) | 290 °C (554 °F) | 277 °C (531 °F) | 249 °C (480 °F) | 212 °C (414 °F) | 190 °C (374 °F) |

## Mestne znamenitosti
Na polotoku je Alanjski grad, zgrajen leta 1226, ki je služil kot palača lokalnega vladarja in trdnjava za obrambo pred sovražnikom. Leta 2007 ga je mesto začelo obnavljati. Znotraj grajskega obzidja so  bizantinska cerkev, ki je bila duhovno središče mestne krščanske skupnosti, ter mošeja Süleymaniye in karavanseraj, ki ju je zgradil sultan Sulejman Veličastni. Staro mestno obzidje obdaja večino vzhodnega dela polotoka in je prehodno. Znotraj obzidja je tudi veliko lepo ohranjenih zgodovinskih vil iz klasičnega obdobja osmanske arhitekture, zgrajenih večinoma na začetku 19. stoletja.
Kızıl Kule (Rdeči stolp) je 33 metrov visoka osemstranična  opečnata zgradba v pristanišču pod gradom, v kateri je etnografski muzej. Stolp je zasnoval arhitekt Abu Ali, katerega je Kejkubad I. pripeljal iz Alepa v Siriji. Je edini ohranjeni stolp (od 83)  Alanjskega gradu in izreden primer srednjeveške vojaške arhitekture.  Njegova glavna naloga je bila braniti mestno ladjedelnico Tersane. 
Suhi dok Tersane, ki meri 57 krat 40 m, so zgradili Seldžuki leta 1221. Razdeljen je na pet enakih obokanih prekatov. Med Kejkubadovo vladavino sta bila zgrajena tudi grad Alara in karavanseraj pri Mavangatu zahodno od Alanye, ki sta preurejena v muzej in center kulturne dediščine.
Atatürkova hiša in muzej, v kateri je bival med obiskom 18. februarja 1935, je lep primer notranjosti tradicionalne osmanske vile, opremljen  z ročnimi izdelki iz 1930. let. Zgrajena je bila med letoma 1880 in 1885 v slogu karniyarik (dobesedno polnjeni jajčevci). 
Alanya je zaradi svoje bogate kulturna dediščine članica Evropskega združenja zgodovinskih mest in regij s sedežem v Norwichu. Leta 2009 so se mestne oblasti odločile, da bodo Alanjski grad in Tersane poskušale uvrstiti na UNESCOv Seznam svetovne kulturne dediščine.

## Gospodarstvo
Glavna gospodarska panoga v Alanyi je turizem. Druga najpomembnejša panoga je poljedelstvo, zlasti pridelava limon, pomaranč, banan, paradižnika in kumar. Zaradi zmanjševanja donosnosti pridelave citrusov sta se začela razvijati pridelava zgodnjega sadja, ringloja in avokada. Ribištvo kljub obmorski legi mesta ni razvito. 

## Transport
Avtocesta D 400 povezuje Alanyo z mesti vzhodno in zahodno od nje. Speljana je severno od mesta, en krak pa poteka po Atatürk Bulvarı skozi središče mesta. Letališče Antalya Gazipaşa je od mesta oddaljeno  14,5 km. Skozi mesto ni speljana nobena železniška proga. 

## Pobratena mesta
| - Almuñécar, Španija - Borås, Švedska - Fushun, Kitajska - Gladbeck, Nemčija | - Keszthely, Madžarska - Nea Ionia, Grčija - Moskva, Rusija - Murmansk, Rusija | - Rovaniemi, Finska - Schwechat, Avstrija - Špindlerův Mlýn, Češka republika - Talsi, Latvija | - Trakai, Litva - Wodzisław Śląski, Poljska - Ulcinj, Črna gora - Šilutė, Litva |

## Galerija
- Cerkev sv. Konstantina iz bizantinskega obdobja
- Kızıl Kule (Rdeči stolp)
- Spomenik Mustafa Kemala Atatürka
- Mestna tržnica
- Podzemna jama Damlataş
- Pristanišče
- Keykubat Caddesi